# NGC 4285
NGC 4285 је спирална галаксија у сазвежђу Девица која се налази на NGC листи објеката дубоког неба.
Деклинација објекта је - 11° 38' 32" а ректасцензија 12h 20m 39,8s. Привидна величина (магнитуда) објекта NGC 4285 износи 14,1 а фотографска магнитуда 15,0. NGC 4285 је још познат и под ознакама MCG -2-32-4, PGC 39842.